# Marienkirche (Stettin)

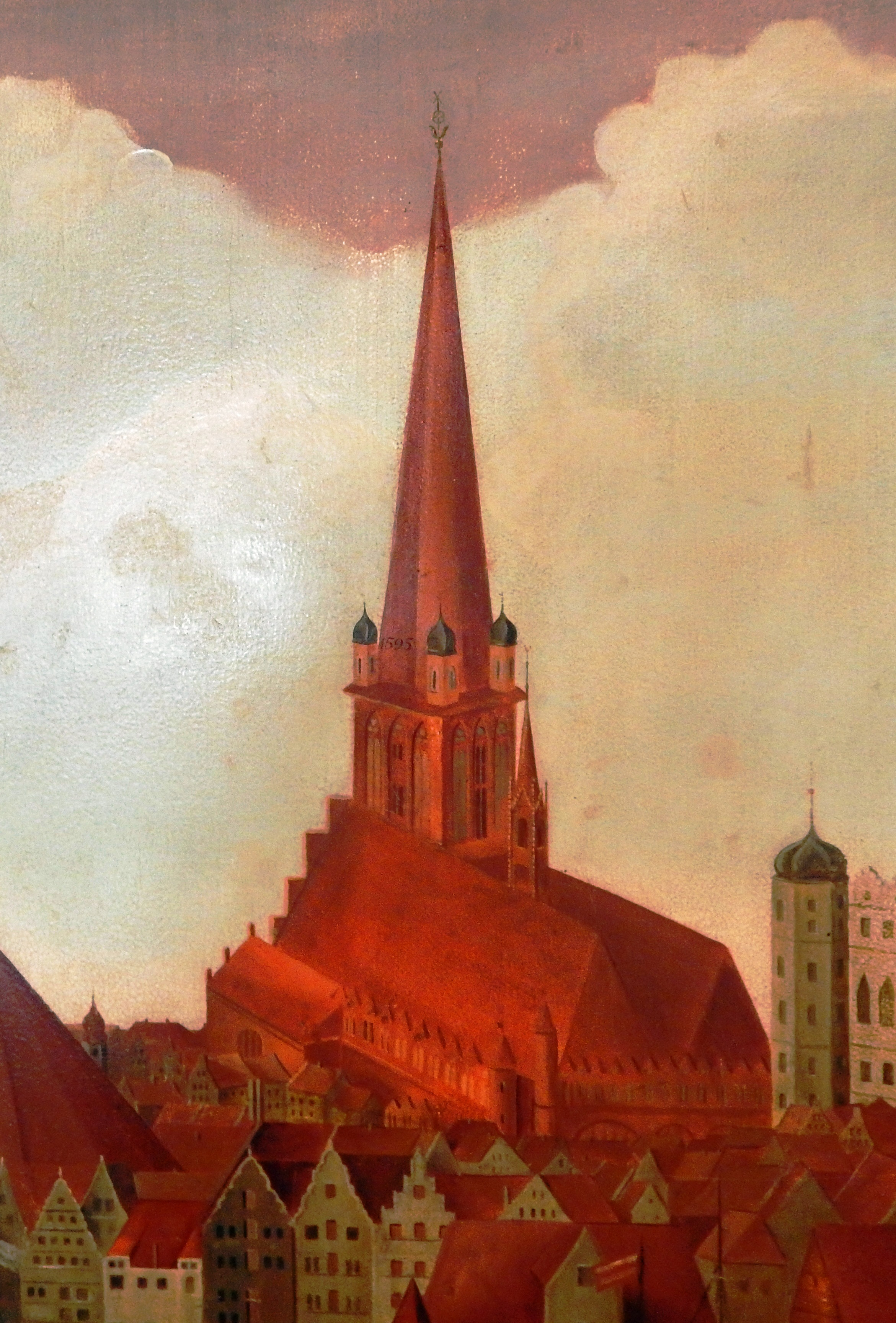
Marienkirche in Stettin

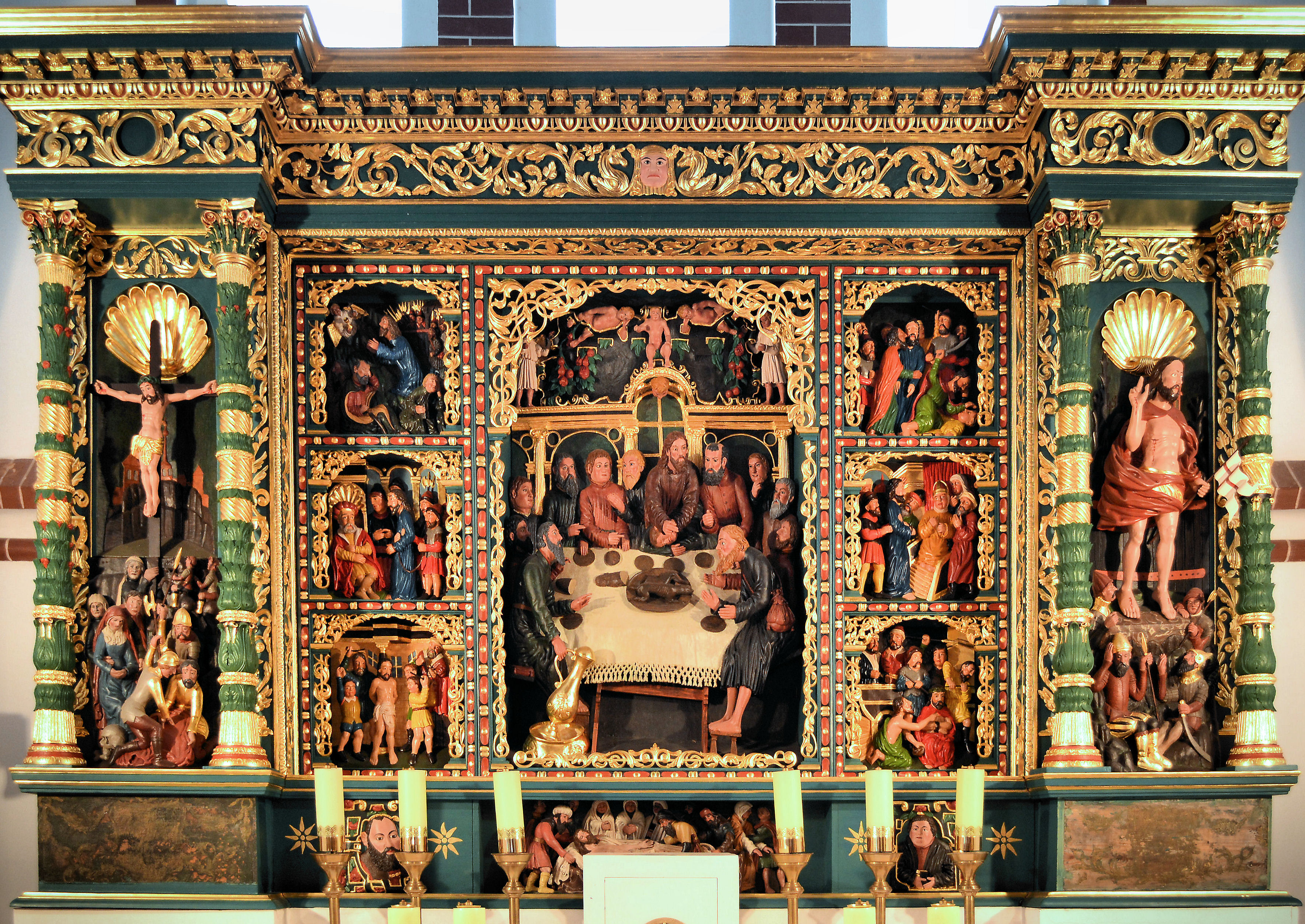
Altar der Marienkirche

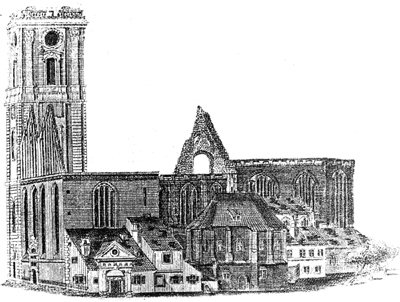
Marienkirche nach 1789

Die Marienkirche war ein vom 13. Jahrhundert bis 1789 bestehendes Kirchengebäude in Stettin. An der Marienkirche bestand ein Kollegiatstift, das Marienstift.

## Baugeschichte
Die Marienkirche wurde im 13. Jahrhundert in Stettin auf dem Gelände des früheren wendischen Burgwalls erbaut. Herzog Barnim I. von Pommern, der Städtegründer, hatte 1249 zu Gunsten der Stadt Stettin, der er 1243 das Stadtrecht verliehen hatte, auf diese Burg verzichtet. 1261 gründete Herzog Barnim I. ein Kollegiatstift, das Marienstift. 1263 dann überließ die Stadt diesem einen Platz auf dem alten Burggelände zum Bau der Marienkirche.
Das Gebäude war eine dreischiffige Hallenkirche. Der Chor wurde 1266 vollendet. An das Nordschiff lehnte sich ein Kreuzgang an. Der Turm hatte eine Höhe von etwa 100 Metern.
Die Marienkirche diente als eine Grabstätte des pommerschen Herzogshauses der Greifen. Als Erster wurde in ihr 1278 Herzog Barnim I. bestattet. Später übernahm die ebenfalls in Stettin gelegene, 1346 erbaute Ottenkirche mit ihrer Fürstengruft diese Funktion.
Bei der Belagerung Stettins durch Brandenburg-Preußen im Schwedisch-Brandenburgischen Krieg 1677 wurde die Marienkirche durch Geschützbombardement schwer beschädigt. Die Flammen setzten auch noch die benachbarte Peter-und-Paul-Kirche in Brand. Der anschließende Wiederaufbau der Marienkirche ging durch Geldmangel langsam voran, erst 1707 konnte das Gewölbe wieder vollends geschlossen werden. Die Kirche erhielt einen von Gerhard Cornelius von Walrave entworfenen neuen Turm im Barockstil, der 1732 vollendet wurde.
Am 9. Juli 1789 wurde die Marienkirche durch Blitzschlag zerstört. Zu einem Wiederaufbau kam es letztlich nicht mehr; 1829 und 1830 wurde die Ruine beseitigt.

## Pfarrkirche

### Kirchengemeinde
Die Marienkirche wurde 1277 zur Pfarrkirche. Damit bestanden für das mittelalterliche Stettin vier Pfarrkirchen, neben der Marienkirche die Jakobikirche, die Nikolaikirche und die außerhalb der Stadtmauern gelegene Peter-Paulskirche.
Mit Einführung der Reformation wurde die Kirche ein evangelisches Gotteshaus. Das ius patronatus hatten am Anfang die Landesfürsten, danach das Jungfrauenkloster und – als dieses aufgab – die Kapitulare, zuletzt der Landesherr.
Auch nach dem Brand der Kirche bestand die Mariengemeinde fort. Ab 1804 war sie mit der Gemeinde der Schlosskirche zu Stettin zur Schloss- und Mariengemeinde fusioniert. 1940 zählte die Gemeinde mehr als 20000 Gemeindeglieder.

### Kirchenbücher
Die Kirchenbücher der Marienkirche, die bereits ab 1614 vorliegen, werden im Evangelischen Zentralarchiv in Berlin-Kreuzberg aufbewahrt.

### Pfarrer
An der Marienkirche waren ein Pfarrer (zugleich Präpositus (Superintendent) der Alt Stettinischen Synode) und ein Archidiakon, zum Teil zusätzlich ein Subdiakon als Geistliche tätig:
| - Georg Cracow, bis 1540 - Peter Becker (Petrus Artopäus), 1540–1556 - Joachim Sasse - Christoph Stymmelius, 1556–1566 - Alexander Empel, bis 1572 - Daniel Sagittarius (Schütze), 1564–1572 - Georg Rhete, 1573–1581 - Joachim Friese, 1573–1587 - Joachim Styge, 1588–1593 - Konrad Berg, 1589–1592 - Georg (Gregor) Bestekerl, 1592–1599 - Friedrich Runge, 1593–1594 - Martin Glambeck, 1593–1595 - Daniel Cramer, 1595–1637 - Joachim Praetorius, 1597–1633 - Dionysius Rhan, 1599–1632 - David Rhan, 1632–1654 - Christian Groß, 1634–1650 - Jakob Fabricius (Schmidt), 1641–1654 - Theodor Schambach, 1646 - Joachim Fabricius, 1647–1679 | - Balthasar Bendel, ab 1654 - Salomon Matthias, ab 1658 - Kaspar Gottfried Mundinus, 1661–1671 - Daniel Kansdorff, 1672–1691, - Gottlieb Eckstein, 1686–1709 - Nathanael Falcke, 1692–1693 - Andreas Cöler, 1693–1694 - Hermann Witte, 1696–1707 - Georg Balthasar von Mascow, 1708–1730 - Laurentius David Bollhagen, 1710 - Henning Ubechel, 1711–1713 - Joachim Sander, 1712–1725 - Johann Wilhelm Löper, 1725–1738 - Jakob Andreas Löper, 1732–1748 - Heinrich Moritz Titius, 1738–1759 - Joachim Christian Schröder, 1749–1763 - Joachim Achatius Felix Bielke, 1764–1793 - Johann Adolph Schinmeier, 1764–1774 - Otto Friedrich Gottlob Vogel, 1774–1775 - David Friedrich Ebert, 1775–1789 - Friedrich Ludwig Engelken, 1789–1826 |

## Marienstift
1261 gründete Herzog Barnim I. ein Kollegiatstift, das Marienstift, das aus zwölf Kanonikern bestand. Das Marienstift und das an der Ottenkirche bestehende Ottenstift wurden zu den bedeutendsten und reichsten geistlichen Körperschaften Stettins. Ihr Reichtum wurde auch durch die ihnen eingeräumte Steuerfreiheit begünstigt.
Nach der Einführung der Reformation wurden 1541 die Vermögen des bisherigen Marienstifts und des Ottenkapitels zu einer neuen Stiftung vereinigt, die 1543 in Stettin ein Fürstliches Pädagogium gründete, das sich zu dem angesehenen Marienstiftsgymnasium entwickelte.

### Marienstifts-Gericht Stettin
Das Marienstift verfügte über die Patrimonialgerichtsbarkeit über 17 Dörfer. Mit über 2700 Gerichtseingesessenen war das Marienstifts-Gericht das größte Patrimonialgericht im Bezirk des Oberlandesgerichts Stettin. Es umfasste die Dörfer Barnimscunow (Anteil), Brietzig, Carow, Alten-Grave, Neuen-Grave, Kratzwiek (Anteil), Marienwalde, Marsdorf (Anteil), Plöwen (Anteil), Rackit (Anteil), Klein-Reinckendorf, Repenow, Rohrsdorf (Anteil), Schmeltenthin, Scholwin, Wamelitz und Nieder-Zaden. 1838 wurden 1827 Gerichtseingesessene gezählt. Am Gericht waren ein Richter, ein Subalterner, ein Subalternengehilfe und ein Unterbeamter beschäftigt. Sitz der Gerichtes war die Festung Spantekow. Nach der Märzrevolution wurden die Patrimonialgerichte abgeschafft. Die Gerichtsfunktion des Marienstifts-Gerichts ging damit auf das Kreisgericht Stettin über.